# Bivetiella
Bivetiella is een geslacht van weekdieren uit de klasse van de Gastropoda (slakken).

## Soorten
- Bivetiella cancellata (Linnaeus, 1767)
- Bivetiella pulchra (G. B. Sowerby I, 1832)
- Bivetiella similis (G. B. Sowerby I, 1833)